# هجمات دارفور 2020
كانت هجمات دارفور 2020 ثلاثة حوادث إطلاق نار جماعي وقعت في يوليو 2020 في دارفور، السودان. ربطت القيادة السودانية والأمم المتحدة المذابح بنزاعات حول الأراضي تتعلق بحقوق الزراعة، وعادة ما تكون بين مزارعين قبليين أفارقة، مثل سكان المساليت، والقبائل البدوية العربية.

## خلفية
منذ عام 2003، اندلعت حرب في دارفور غربي السودان. وخلال أعمال العنف، طُردت مجموعات عرقية مختلفة من أراضيهم. وانتقل أشخاص آخرون واستولوا عليها؛ في عام 2010، عاد مالكو الأراضي الأصليون وتنازعوا على الملكية. وتوقفت الزراعة في المنطقة أثناء النزاع، وفي أوائل عام 2020 تدخلت الحكومة السودانية لإعادة الأراضي إلى أصحابها الأصليين.

## الهجمات

### 12 يوليو:كتم، شمال دارفور
في 12 يوليو 2020، قُتل ما لا يقل عن 9 أشخاص وجُرح 20 آخرون في هجوم مسلح على المتظاهرين نفذه رجال ميليشيات مسلحة مجهولة الهوية يركبون الدراجات النارية والجمال والخيول في منطقة فاتا بورنو في محلة كتم، في شمال دارفور. وكرد فعل من الحكومة قررت فرض حالة الطوارئ في جميع أنحاء الولاية. وذكر الشهود أن الميليشيات استخدمت أسلحة خفيفة وثقيلة ونهبت سوق البلدة بعد انسحاب قوات الشرطة.

### 24 يوليو: عبودوس، جنوب دارفور
في 24 يوليو 2020، اقتحم مسلحون قرية عبودوس في جنوب دارفور، السودان، وفقا لقادة القبائل المحلية. وأسفر الهجوم عن مقتل 20 شخصا على الأقل وإصابة 22 آخرين. وبحسب رئيس الوزراء عبد الله حمدوك كان من بين الضحايا أطفال، وربط حمدوك العنف بالمزارعين في المنطقة العائدين إلى حقولهم، وتعهد بإرسال قوات إلى دارفور «لحماية المواطنين والموسم الزراعي». والتي ستنتشر في جميع أنحاء منطقة دارفور، وتتألف من كل من الشرطة والوحدات العسكرية.

### 25 - 26 يوليو: مستري، غرب دارفور
في 25 و26 يوليو 2020، وقعت مجزرة أخرى في غرب دارفور شارك فيها حوالي 500 مسلح هاجموا مستري بالقرب من بيدا، وهي جماعة من سكان المساليت، مما أسفر عن مقتل أكثر من 60 شخصًا. مستري قرية حدودية مع تشاد. وقالت الأمم المتحدة إن 60 شخصًا آخرين أصيبوا في الهجوم، وأن المهاجمين نهبوا أيضا وأحرقوا القرى. وجاء في بيان للأمم المتحدة إن المجزرة كانت «واحدة من أحدث سلسلة من الحوادث الأمنية التي تم الإبلاغ عنها خلال الأسبوع الماضي»، قائلة إن مجتمعات أخرى في المنطقة دمرت وأبلغ عن سبع هجمات قاتلة على الأقل في غرب دارفور منذ 19 يوليو. وبحسب الأمم المتحدة فإن الصراع يتعلق بالنزاعات حول ملكية الأرض: بعد النزوح في دارفور في أوائل العقد الأول من القرن الحادي والعشرين، استولت الجماعات على الأراضي المهجورة. وفي السنوات الأخيرة، حاولت المجموعات المضطهدة العودة إلى أراضيها. ولم تعلن أي جماعة عن الهجمات.